# ゲーリー・リネカー
ゲーリー・ウィンストン・リネカー OBE（Gary Winston Lineker OBE, 1960年11月30日 - ）は、イングランド・レスター出身の元サッカー選手。元イングランド代表。ポジションはフォワード。ガリー・リネカー、ギャリー・リネカーと表記されることも多い。

## クラブ経歴
青果商の息子として生まれ、1974年に地元のクラブチーム・レスター・シティに入団。1984-85シーズンはレスター・シティで24得点で得点王を獲得、1985-86シーズンはエヴァートンで30得点で得点王を獲得し、FWA年間最優秀選手賞を受賞した。
1986-87シーズンFCバルセロナに移籍、1シーズン目はトータルで21ゴール、2シーズン目には20ゴールを挙げていたが、3シーズン目にはヨハン・クライフが監督に就任すると本来のセンターフォワードではなくウイングとしてプレーした。クラブではリーグ戦で103試合出場42ゴールの成績を残した、1986-87シーズン1月31日のレアル・マドリード戦ではリネカーのハットリックで3-2とクラシコに勝利した。1988-89シーズン、UEFAカップウィナーズカップでは準決勝、CSKAソフィア戦の1stレグでは1ゴールを決め、2ndレグでも1ゴールと決勝進出に貢献、決勝でサンプドリアを破り優勝を果たした。
1989-90シーズンからトッテナムに移籍、同シーズンは24得点を挙げ、3度目の得点王を獲得、1990-91シーズン、決勝でノッティンガムを2-1と破りFAカップで優勝した。1991-92シーズン、得点王のタイトルを逃したが、28ゴールを決めて、FWA年間最優秀選手賞を受賞した。
1992年、Jリーグの名古屋グランパスエイトに移籍。当時のJリーグ最高年俸（推定3億円）だった。同年のJリーグカップには出場しなかったが、コリンチャンスとの親善試合でグランパスの選手として初出場、1993年のJリーグ開幕を前に、トッテナム在籍時のチームメートであるポール・ガスコインとの対決として注目を集めた開幕前のプレシーズンマッチのラツィオ戦では決勝ゴールを決め 、グレミオ戦でも2試合連続ゴールと、好調を維持していた。Jリーグ開幕戦は、ジーコを擁する鹿島アントラーズとの対戦ということで、スタープレーヤー同士の対決として大きな注目を集めたが、0-5と大敗、リネカーもノーゴールに終わった。前期第2節の浦和レッズ戦では森山泰行のゴールをアシストして初アシストを記録し、Jリーグ初勝利に貢献。5月26日の前期第4節横浜フリューゲルス戦でJリーグ初ゴールを決めたが、怪我の影響で、まともに出場すら出来ず、またジョルジーニョとのプレーもかみ合わず、活かせるプレーヤーが存在しなかったことも影響して、リーグ戦においては1年目唯一のゴールとなった。リーグカップでは、9月10日の清水エスパルス戦で1ゴール、9月25日の横浜マリノス戦で2ゴールを決めた。
1994年シーズン、リネカーは1stステージをほぼ全休したが、最終節のサンフレッチェ広島戦で途中出場して復帰した。2ndステージから加入のストイコヴィッチとのコンビでの活躍が期待された。2ndステージの開幕戦となったサンフレッチェ広島戦でこそ共に先発出場したが、ストイコヴィッチはイエローカード2枚で退場になるなど、初年度はチームに馴染まず14試合の出場に留まり、リネカー自身も怪我の影響で常時出場が出来なかったことで、共にプレーしたのは僅か4試合であった。8月13日のジュビロ磐田戦でシーズン初ゴールを決めて勝利に貢献、9月3日の鹿島アントラーズ戦、9月7日のヴェルディ川崎戦と2戦連続ゴールを決めるも、以降も常時出場が出来ず、シーズン最終戦のサンフレッチェ広島戦では先発し51分までプレーしたが、ゴールを奪えず、ヴェルディ戦のゴールが現役生活ラストゴールとなった。同年をもって現役を引退した（リーグ戦通算18試合出場4得点）。

## 代表経歴
1984年5月26日のスコットランド戦にてイングランド代表に初招集され、1985年3月26日アイルランド戦で初ゴールを決める。1986年のワールドカップ・メキシコ大会では直前に手首をケガしギプスをつけた状態で出場、一次リーグ最終戦のポーランド戦で前半だけでハットトリックを達成、準々決勝のアルゼンチン戦でもゴールを決めるなど、6得点を挙げて得点王に輝き、同年のバロンドール投票では第2位に選ばれた。1990年のワールドカップ・イタリア大会では、準決勝の西ドイツ戦でゴールを決めたが、延長PK戦の末破れ、決勝進出を逃したが、リネカーは4得点を挙げた。その大会以降はブライアン・ロブソンの後を継ぎ主将をつとめた。
イングランド代表通算歴代2位の48得点で迎えた1992年5月17日に行われたブラジルとの親善試合では自ら得たPKを外し、歴代1位のボビー・チャールトンの代表49得点に並ぶことはできなかった。UEFA EURO '92予選、引き分けでも予選突破出来る状態で迎えたポーランド戦、相手に0-1とリードを許す苦しい展開の中、ジャンピングボレーで同点ゴールを挙げ、チームは本大会出場権を得た。しかし本大会では、グループリーグのスウェーデン戦で決勝トーナメント進出にどうしても1点が必要な場面にも関わらず、グレアム・テイラー監督に途中交代をさせられ、得点を記録できないままにイングランド代表から引退した。イングランド代表通算80キャップ48得点。ワールドカップ通算12試合出場10得点。現役通算333得点。20年間の現役生活通算568試合で一度もレッドカードはおろかイエローカードすらもらったことがなかった。1990年の「FIFAフェアプレー賞」を受賞している。

## 現役引退後
1999年、 ワールドサッカー誌の20世紀の偉大なサッカー選手100人で36位に選出された。
2003年にはイングランドサッカー栄誉の殿堂 (English Football Hall of Fame)入りを果たした。
現在はイギリス・BBCのサッカー番組「Match of the Day (en:Wikipedia)」（1964年から続くサッカーのニュース番組、以下「MOTD」）の司会を務める他、新聞などのコメンテーターとして活躍中。
古巣のレスター・シティへの想いは今なお強く、2002年に同チームが経営破綻した際には私財を提供し救った。また2015-16シーズンのレスターの快進撃の最中、同年12月には自身のtwitterで「もしレスターが優勝したら、次シーズン初回の『MOTD』にパンツ一丁で出演する」と宣言。結果的にレスターは周囲の予想を裏切り、快進撃そのままにリーグ優勝を達成。「パンツ一丁」発言が現実のものとなるか注目を浴びたが、2016-17シーズンが開幕してすぐの2016年8月13日の「MOTD」で、宣言通りレスターのエンブレム入りのトランクス姿で番組に登場した。ファンからブリーフ姿を期待していたとの不満をもらったが、自身のtwitterで「トランクスだって下着だよ。十分恥ずかしかった。」とつぶやいた。
2023年3月、リネカーが自身のTwitterアカウントで、英国への難民・移民の受け入れに消極的な政府を強く批判した。これを理由に、BBCはリネカーを「MOTD」から降板させた。イアン・ライトやアラン・シアラーなど番組共演者や他のサッカー番組の出演者、スタッフ、現役選手らがリネカーを支持し、「MOTD」ほかBBCの番組に対する出演ボイコットや番組スタッフのストライキに発展した。BBCは1週間、スタジオパートの無い短縮放送や、一部のサッカー番組では放送中止を余儀なくされ、一連の対応において大きな批判を受けたBBCは、リネカーの番組復帰を発表した。
2025年5月、インスタグラムのストーリーに反ユダヤ的な内容を投稿していたことが問題視され、BBCのサッカー番組を降板した。

## その他
- 次男は、名古屋在籍時に日本で誕生するなど、退団から30年を経た2023年現在も、日本に対しては親しみを抱いているとBBCのインタビューで話した[42]。
- クリケットの大ファンである[43]。11歳から16歳までレスターシャー・スクールのクリケットチームのキャプテンを務めており、当時はサッカーよりもクリケットのほうがプロとして成功する可能性が高いと感じていた[44]。

## 個人成績
| 国内大会個人成績 | 国内大会個人成績 | 国内大会個人成績 | 国内大会個人成績 | 国内大会個人成績 | 国内大会個人成績            | 国内大会個人成績 | 国内大会個人成績 | 国内大会個人成績 | 国内大会個人成績 | 国内大会個人成績 | 国内大会個人成績 |
| 年度             | クラブ           | 背番号           | リーグ           | リーグ戦         | リーグ戦                    | リーグ杯         | リーグ杯         | オープン杯       | オープン杯       | 期間通算         | 期間通算         |
| 年度             | クラブ           | 背番号           | リーグ           | 出場             | 得点                        | 出場             | 得点             | 出場             | 得点             | 出場             | 得点             |
| イングランド     | イングランド     | イングランド     | イングランド     | リーグ戦         | リーグ戦                    | FLカップ         | FLカップ         | FAカップ         | FAカップ         | 期間通算         | 期間通算         |
| ---------------- | ---------------- | ---------------- | ---------------- | ---------------- | --------------------------- | ---------------- | ---------------- | ---------------- | ---------------- | ---------------- | ---------------- |
| 1978-79          | レスター・シティ |                  | FL2部            | 7                | 1                           |                  |                  |                  |                  |                  |                  |
| 1979-80          | レスター・シティ |                  | FL2部            | 19               | 3                           |                  |                  |                  |                  |                  |                  |
| 1980-81          | レスター・シティ |                  | FL1部            | 9                | 2                           |                  |                  |                  |                  |                  |                  |
| 1981-82          | レスター・シティ |                  | FL2部            | 39               | 17                          |                  |                  |                  |                  |                  |                  |
| 1982-83          | レスター・シティ |                  | FL2部            | 40               | 26                          |                  |                  |                  |                  |                  |                  |
| 1983-84          | レスター・シティ |                  | FL1部            | 39               | 22                          |                  |                  |                  |                  |                  |                  |
| 1984-85          | レスター・シティ |                  | FL1部            | 41               | 24                          |                  |                  |                  |                  |                  |                  |
| 1985-86          | エヴァートン     |                  | FL1部            | 41               | 30                          |                  |                  |                  |                  |                  |                  |
| スペイン         | スペイン         | スペイン         | スペイン         | リーグ戦         | リーグ戦                    | 国王杯           | 国王杯           | オープン杯       | オープン杯       | 期間通算         | 期間通算         |
| 1986-87          | バルセロナ       |                  | プリメーラ       | 37               | 22                          |                  |                  |                  |                  |                  |                  |
| 1987-88          | バルセロナ       |                  | プリメーラ       | 36               | 16                          |                  |                  |                  |                  |                  |                  |
| 1988-89          | バルセロナ       |                  | プリメーラ       | 26               | 6                           |                  |                  |                  |                  |                  |                  |
| イングランド     | イングランド     | イングランド     | イングランド     | リーグ戦         | リーグ戦                    | FLカップ         | FLカップ         | FAカップ         | FAカップ         | 期間通算         | 期間通算         |
| 1989-90          | トッテナム       |                  | FL1部            | 38               | 24                          |                  |                  |                  |                  |                  |                  |
| 1990-91          | トッテナム       |                  | FL1部            | 32               | 15                          |                  |                  |                  |                  |                  |                  |
| 1991-92          | トッテナム       |                  | FL1部            | 35               | 28                          |                  |                  |                  |                  |                  |                  |
| 日本             | 日本             | 日本             | 日本             | リーグ戦         | リーグ戦                    | リーグ杯         | リーグ杯         | 天皇杯           | 天皇杯           | 期間通算         | 期間通算         |
| 1993             | 名古屋           | -                | J                | 7                | 1                           |                  |                  |                  |                  |                  |                  |
| 1994             | 名古屋           | -                | J                | 11               | 3                           |                  |                  |                  |                  |                  |                  |
| 通算             | イングランド     | イングランド     | FL1部            | 235              | 145\|\|\|\|\|\|\|\|\|\|\|\| |                  |                  |                  |                  |                  |                  |
| 通算             | イングランド     | イングランド     | FL2部            | 105              | 47\|\|\|\|\|\|\|\|\|\|\|\|  |                  |                  |                  |                  |                  |                  |
| 通算             | スペイン         | スペイン         | プリメーラ       | 99               | 44\|\|\|\|\|\|\|\|\|\|\|\|  |                  |                  |                  |                  |                  |                  |
| 通算             | 日本             | 日本             | J                | 18               | 4\|\|\|\|\|\|\|\|\|\|\|\|   |                  |                  |                  |                  |                  |                  |
| 総通算           | 総通算           | 総通算           | 総通算           | 457              | 240\|\|\|\|\|\|\|\|\|\|\|\| |                  |                  |                  |                  |                  |                  |

### 代表での成績
出典
| イングランド代表 | 国際Aマッチ | 国際Aマッチ |
| 年               | 出場        | 得点        |
| ---------------- | ----------- | ----------- |
| 1984             | 1           | 0           |
| 1985             | 9           | 6           |
| 1986             | 10          | 8           |
| 1987             | 7           | 9           |
| 1988             | 10          | 3           |
| 1989             | 9           | 3           |
| 1990             | 15          | 8           |
| 1991             | 11          | 9           |
| 1992             | 8           | 2           |
| 通算             | 80          | 48          |